# 斯文-奥克·伦德贝克
斯文-奥克·伦德贝克（瑞典語：Sven-Åke Lundbäck，1948年1月26日—），瑞典男子越野滑雪运动员。他曾代表瑞典参加1972年、1976年和1980年冬季奥林匹克运动会越野滑雪比赛，获得一枚金牌。